# Крид, Егор
Его́р Крид (настоящее имя — Его́р Никола́евич Була́ткин; род. 25 июня 1994, Пенза, Пензенская область, Россия) — российский певец, рэпер, автор песен, актёр, ютубер, стример и телеведущий. Сольную карьеру начал в 2011 году под псевдонимом KReeD, сейчас выступает под именем Егор Крид. Является автором и исполнителем собственных песен.

## Биография
Родился 25 июня 1994 года в Пензе. Семья была музыкальная: мама занималась вокалом, папа с друзьями играл в музыкальной группе. Егор с детства мечтал стать музыкантом. Свои стихи начал писать в 11 лет. Играл на гитаре. С юности увлекался хип-хопом и рисовал граффити. Занимался шахматами.
Егор окончил пензенский лицей современных технологий управления № 2 с углубленным изучением английского языка. Его первый крупный концерт в Лужниках состоялся в день выпускного. В 2015 году Егор поступил в РАМ им. Гнесиных на продюсерский факультет, однако учёбу пришлось прервать из-за насыщенного гастрольного графика и взять академический отпуск.
Всё отрочество Булаткина связано с созданием песен, посвящённых любовным переживаниям и проблемам во взаимоотношениях между людьми. На раннем этапе карьеры исполнитель выступал в том числе в ночных клубах.

## Семья и личная жизнь
Отец — Николай Борисович Булаткин, бизнесмен, директор компании ООО «Фирма-Унитрон» (крупнейшая в России фабрика по переработке орехов). Мать — Марина Петровна Булаткина, заместитель директора ООО «Фирма-Унитрон».
Старшая сестра — Полина Булаткина (Полина Фэйт/Paulina Michaels) — актриса, продюсер, сценарист и певица, живёт в Лос-Анджелесе (США).
По словам Крида, у него было много девушек. Среди них были и известные: модель Диана Мелисон, певица Нюша, которой певец посвятил практически весь свой первый альбом «Холостяк», модель Ксения Дели, модель Виктория Одинцова, продюсер шоу «Семейство Кардашьян» Карла ДиБелло, тиктокер и певица Валя Карнавал.

## Псевдоним и имена
Сольную карьеру начал в 2011 году под псевдонимом KReeD. Это имя он взял из названия группы ребят, вместе с которыми рисовал граффити.
Имя Егор Крид появилось, когда музыкант работал с лейблом Black Star, который в 2015 году зарегистрировал на это имя товарный знак. 8 июля 2019 года имя официально было отчуждено в пользу Булаткина Е. Н..
В октябре 2024 года в рамках рекламной кампании сервиса «Яндекса» для оплаты покупок по частям сменил псевдоним на Егор Сплит.

## Музыкальная карьера и творчество
Первый клип автором выпущен 6 апреля 2011 года на песню «Просыпайся». Съёмка клипа началась ещё до 8 февраля 2011 года, однако часть материала пришлось переснять. Песню «Любовь в сети», опубликованную автором на своей странице в Вконтакте в 2011 году, за 2 недели прослушали свыше миллиона человек, а клип на YouTube, опубликованный 23 июля 2011 года, собрал 800 000 просмотров к 10 сентября и 2 000 000 к 26 ноября того же года.
В 2012 году стал победителем конкурса «Звезда Вконтакте — Пятый канал» в номинации «Лучший хип-хоп проект», после которого выступил со своей песней «Вдохновение» на одной из главных эстрадных площадок Санкт-Петербурга — в концертном зале «Октябрьский».

### Контракт с Black Star
Егор записал кавер на песню Тимати «Не сходи с ума» (01.04.2011), который заметил один из руководителей лейбла Павел Курьянов. В апреле 2012 года Крид подписал контракт с Black Star Inc. и переехал в Москву. Первые два года его музыкальная карьера двигалась с трудом.
В 2014 году выпустил песню «Самая самая», которая была написана Кридом и другими участниками творческого процесса за 15 минут. Песня заняла первые строчки хит-парадов и музыкальных чартов, и по состоянию на январь 2023 года у видеоклипа на песню более 180 миллионов просмотров на YouTube.
2 апреля 2015 года выпустил первый студийный альбом — «Холостяк». Новым хитом Егора с этого альбома стала песня «Невеста». 25 июля 2015 года выступил на фестивале Europa Plus LIVE 2015, который проходил в Москве, в спортивном комплексе «Лужники».
31 декабря 2015 года в программе «Новогодняя ночь на первом» спел песню «Самая самая».
1 января 2016 года на «Новогоднем Голубом огоньке 2016» спел ремейк песен «Самая самая» и «Надежда» совместно с Иосифом Кобзоном.
В ночь с 20 на 21 июня 2018 года Тимати и Егор Крид провели в Москве на улице Большая Дмитровка несанкционированное многотысячное массовое мероприятие, устроив на крыше автомобиля концерт, заблокировав движение по улице. Данная акция была посвящена открытию салона красоты Тимати. На следующий день юрист Александр Хаминский подал заявление о возбуждении дел по данному инциденту в Отдел МВД Тверской и Управление ГИБДД Москвы. 1 августа 2018 года Тверской районный суд признал виновными Тимати и Крида в совершении административного правонарушения согласно ч. 1 ст. 20.2.2 КоАП России «Организация массового одновременного пребывания или передвижения граждан в общественных местах, повлёкшее нарушение общественного порядка» и назначил каждому из них штраф в 20 тысяч рублей.
1 января 2019 года на «Новогоднем Голубом огоньке 2019» спел песню «Цвет настроения чёрный» совместно с Филиппом Киркоровым, и в программе «Новогодняя ночь на первом» спел песню «Часики» совместно с Валерией.
В марте 2019 года у артиста закончился контракт с лейблом Black Star Incorporated, с которым он сотрудничал с 2012 года. Егор Крид принял решение заниматься своей музыкальной карьерой самостоятельно и покинул лейбл. Однако лейблу должны были остаться его песни и имя (им принадлежит товарный знак «Егор Крид»). Но певцу удалось договориться и оставить за собой и имя, и все свои песни (возможно, с помощью Бориса Ротенберга, хотя участники конфликта это опровергают).

### Независимый артист
Для выпуска и дистрибуции своих треков в 2019 году Егор Крид заключил контракт с компанией Warner Music.

Первым проектом на самостоятельном пути Егора Крида стал клип «Слухи», который вышел 29 мая 2019 года. Песня была записана на стихи артиста. 
«Я так часто слышу не правду, Устал слушать все эти слухи. Вчера все кто мне улыбались, Оказалось, что крысы и суки…» 
Следующий клип Егора «Грехи» продолжил «мрачную» тему и рассказал о тревогах, которые терзают героя. Но несмотря на драматизм обеих работ, они были встречены с интересом и множеством хороших отзывов и комментариев.
Следом был выпущен трек и клип «Сердцеедка» 16 июля 2019 года и за первые сутки собрал более 4 млн просмотров, несколько дней подряд возглавлял тренды YouTube и занимал лидирующие позиции в чартах музыкальных хостингов. Клип стал продолжением разговора с Юрием Дудем, который предложил Егору проявить самоиронию и сделать совместный проект с Сатиром. 1 ноября вышел клип Thrill Pill при участии Егора и Моргенштерна «Грустная песня». Затем выходит трек и клип «Love is».
В январе 2020 года выпустил трек на клип «Голубые глаза» к саундтреку фильма «(Не)идеальный мужчина».
10 апреля 2020 года выпустил третий студийный альбом, под названием 58, под номер региона Пензенской области, где родился артист. Единственным синглом с альбома стал трек «Мне всё Монро» совместно с HammAli & Navai. В записи альбома приняли участие HammAli & Navai, Моргенштерн, Нюша и DAVA.

## Дискография

#### Студийные альбомы
- «Холостяк» (2015)
- «Что они знают?» (2017)
- «58» (2020)
- Pussy Boy (2021)
- «Меньше чем три» (2024)

## Награды и номинации
| Год  | Награда                    | Номинируемая работа                                        | Категория                           | Результат |
| ---- | -------------------------- | ---------------------------------------------------------- | ----------------------------------- | --------- |
| 2014 | Oops! Choice Awards 2014   |                                                            | Исполнитель года                    | Победа    |
| 2014 | Премия MUSICBOX 2014       | «Надо ли»                                                  | Лучшая раскрутка                    | Номинация |
| 2014 | ZD Awards 2014             | Егор Крид                                                  | Прорыв года                         | Победа    |
| 2014 | ZD Awards 2014             | Егор Крид                                                  | Sexy M                              | Номинация |
| 2014 | ZD Awards 2014             | «Самая самая»                                              | Видеоклип года                      | Номинация |
| 2014 | Love Radio Awards 2014     | «Самая самая»                                              | Видео года                          | Победа    |
| 2014 | Love Radio Awards 2014     |                                                            | Лучший отечественный исполнитель    | Номинация |
| 2015 | Премия RU.TV 2015          | Реальный приход                                            | Номинация                           |           |
| 2015 | Премия RU.TV 2015          | «Самая самая»                                              | Лучшая песня                        | Победа    |
| 2015 | Премия RU.TV 2015          | «Самая самая»                                              | Лучший танцевальный клип            | Номинация |
| 2015 | Премия Муз-ТВ 2015         |                                                            | Прорыв года                         | Победа    |
| 2015 | Премия Муз-ТВ 2015         | «Самая самая»                                              | Лучшая песня                        | Номинация |
| 2015 | Премия Муз-ТВ 2015         | «Самая самая»                                              | Лучшее мужское видео                | Номинация |
| 2015 | Fashion People Awards 2015 | «Самая самая»                                              | Fashion-песня года                  | Победа    |
| 2015 | Oops! Choice Awards 2015   |                                                            | Исполнитель года                    | Победа    |
| 2015 | Oops! Choice Awards 2015   | «Самая самая»                                              | Сингл года                          | Номинация |
| 2015 | Премия MUSICBOX 2015       |                                                            | Певец года                          | Номинация |
| 2015 | Премия MUSICBOX 2015       | «Невеста»                                                  | Песня года                          | Номинация |
| 2016 | Премия RU.TV 2016          |                                                            | Лучший певец                        | Номинация |
| 2016 | Премия RU.TV 2016          | Фан или профан                                             | Номинация                           |           |
| 2016 | Премия Муз-ТВ              | «Холостяк»                                                 | Лучший альбом                       | Номинация |
| 2016 | Премия Муз-ТВ              | «Будильник»                                                | Лучшее мужское видео                | Номинация |
| 2016 | Премия журнала ОК!         |                                                            | Новые лица — музыка                 | Победа    |
| 2016 | Премия MusicBox 2016       |                                                            | Певец года                          | Номинация |
| 2016 | Премия MusicBox 2016       | Тимати и Егор Крид                                         | Дуэт года                           | Номинация |
| 2016 | Премия MusicBox 2016       | «Будильник»                                                | Песня года                          | Номинация |
| 2016 | Премия MusicBox 2016       |                                                            | «ВКонтакте»                         | Номинация |
| 2016 | Золотой граммофон          | «Мне нравится»                                             |                                     | Номинация |
| 2017 | Премия RU.TV 2017          | «Мне нравится»                                             | Лучшая песня                        | Номинация |
| 2017 | Премия RU.TV 2017          |                                                            | Фан или профан                      | Номинация |
| 2017 | Премия Муз-ТВ              | «Где ты, где я»                                            | Лучшее видео                        | Номинация |
| 2017 | Премия Муз-ТВ              | «Мне нравится»                                             | Лучшее мужское видео                | Победа    |
| 2017 | Дай пять                   |                                                            | Любимый певец                       | Победа    |
| 2017 | VK Music Awards            | «Если ты меня не любишь»                                   | Самый прослушиваемый трек           | Победа    |
| 2017 | VK Music Awards            | «Потрачу»                                                  | Самый прослушиваемый трек           | Победа    |
| 2018 | Премия RU.TV 2018          |                                                            | Лучший певец                        | Номинация |
| 2018 | Премия RU.TV 2018          | «Если ты меня не любишь»                                   | Лучший дуэт                         | Номинация |
| 2018 | Премия RU.TV 2018          | «Потрачу»                                                  | Видео на выезде                     | Номинация |
| 2018 | Премия RU.TV 2018          |                                                            | Фан или профан                      | Победа    |
| 2018 | Премия Муз-ТВ              | «Потрачу»                                                  | Лучшее мужское видео                | Победа    |
| 2018 | Премия Муз-ТВ              | «Если ты меня не любишь»                                   | Лучший дуэт                         | Номинация |
| 2018 | Премия Муз-ТВ              | «Если ты меня не любишь»                                   | Лучшее видео                        | Номинация |
| 2018 | Премия Муз-ТВ              |                                                            | Лучший исполнитель                  | Номинация |
| 2018 | Премия Муз-ТВ              | «Гучи»                                                     | Лучшая песня Рунета                 | Номинация |
| 2018 | Дай пять                   |                                                            | Любимый певец                       | Номинация |
| 2018 | Дай пять                   | «Потрачу»                                                  | Любимая песня                       | Победа    |
| 2018 | Дай пять                   |                                                            | Артист года                         | Победа    |
| 2018 | ЖАРА Music Awards          | «Часики» (совместно с Валерией)                            | Коллаборация года                   | Победа    |
| 2018 | Top Hit Music Awards 2018  |                                                            | Лучший исполнитель                  | Победа    |
| 2019 | Премия Муз-ТВ              |                                                            | Трендсеттер Яндекс.Эфира            | Победа    |
| 2019 | Премия Муз-ТВ              | «Часики» (совместно с Валерией)                            | Лучший дуэт                         | Победа    |
| 2019 | Премия Муз-ТВ              | «Цвет настроения чёрный» (совместно с Филиппом Киркоровым) | Лучший дуэт                         | Победа    |
| 2019 | Премия Муз-ТВ              |                                                            | «Любимый артист» по версии Woman.ru | Победа    |

## Блогинг и соцсети
24 января 2011 года Крид зарегистрировал свой канал на YouTube. Помимо клипов снимал и выкладывал влоги о своей жизни, гастролях, бэкстейджах со съёмок клипов и путешествиях.
После ухода из лейбла Black Star артист начал более активно развивать свой канал. 20 июля 2019 года количество подписчиков его канала превысило 2 миллиона, на февраль 2022 года на канал Егора Крида были подписаны 6 млн человек.
Также исполнитель ведёт свою страницу в Instagram, где на него подписано 14,7 млн подписчиков.

## Реалити-шоу «Холостяк»
11 марта 2018 года на канале ТНТ стартовал 6 сезон реалити-шоу «Холостяк» с участием Егора Крида. Артист неоднократно отказывался, но генеральный продюсер канала Вячеслав Дусмухаметов убедил Егора принять участие.
В финале проекта, который вышел в эфир 3 июня 2018 года, Егор выбрал Дарью Клюкину. О дальнейших отношениях между молодыми людьми долгое время было ничего неизвестно, пара свою личную жизнь не комментировала. 28 мая 2019 года в интервью Юрию Дудю, Егор рассказал, что отношения не сложились, потому что девушка предпочла ему популярность.

По словам Егора: (пост Instagram 22.12.2017 через месяц после завершения съемок):
Я не пришёл сюда искать любовь. Вообще давно потерял в неё веру. Я решил принять участие в шоу «Холостяк», чтобы показать вам настоящего себя. Вы сами все увидите, это будет кардинально другой проект!

## Фильмография
| Год  | Название              | Режиссёр         | Роль                     |
| ---- | --------------------- | ---------------- | ------------------------ |
| 2017 | Отель Элеон           | Максим Свешников | камео (3 сезон 14 серия) |
| 2019 | Жара                  | Дуня Лисова      | камео                    |
| 2020 | (Не)идеальный мужчина | Марюс Вайсберг   | Егор, робот iFriend      |

## Увлечения
Егор с детства любил играть в компьютерные игры. В последние годы его любимой игрой был футбольный симулятор FIFA.
2 августа 2019 года зарегистрировался на платформе Twitch, заявив, что хочет попробовать себя в качестве стримера. Свою первую игру CS:SO провёл с капитаном Natus Vincere Даниилом Zeus Тесленко.
Первый стримерский опыт певца сопровождался скандалом. Он упомянул «запретное слово», обозначающее представителя ЛГБТ, за которое до этого заблокировали другого стримера Андрея Dread Голубева, — канал певца не забанили, но запись стрима удалили. Dread раскритиковал за это Twitch, обвинив в нетолерантном подходе к пользователям.
Егор Крид поддерживает медиафутбольную команду 2DROTS. Присутствовал на некоторых финальных матчах с их участием и снимался в видеороликах на YouTube-канале 2DROTS.

## Общественная позиция
В феврале 2022 года Егор Крид осудил вторжение России на Украину.
23 января 2023 года на теме урока «Разговоры о важном» под названием «Медиаграмотность и цифровая гигиена» показали обращение Егора Крида, что вызвало критику со стороны некоторых родителей.

## Доходы
По результатам 2017 года Егор Крид занял седьмое место в рейтинге журнала «Forbes» среди российских знаменитостей. Его доход составил 4 млн долларов.
В 2019 году вошёл в российский топ самых успешных звёзд шоу-бизнеса и спорта моложе 40 лет, заняв 4 место с суммой 4,8 млн долларов.
В 2020 году занял второе место в журнале «Forbes» по доходам среди артистов, заработав 6,9 млн долларов.